# Diócesis de Cabimas
La diócesis de Cabimas (en latín: Dioecesis Cabimensis) es una circunscripción eclesiástica de la Iglesia católica en Venezuela. Se trata de una diócesis latina, sufragánea de la arquidiócesis de Maracaibo. Desde el 29 de enero de 2019 hasta el 6 de marzo de 2025 su obispo fue Ángel Francisco Caraballo Fermín. Actualmente es sede vacante por traslado del obispo, nombrado Arzobispo Metropolitano de Cumaná.

## Territorio y organización
La diócesis tiene 9345 km² y extiende su jurisdicción sobre los fieles católicos de rito latino residentes en 7 municipios del estado Zulia ubicados en la Costa Oriental del Lago de Maracaibo: Miranda, Santa Rita, Cabimas, Simón Bolívar (creado en 1995 con parte del municipio Cabimas), Lagunillas, Valmore Rodríguez y Baralt.
La sede de la diócesis se encuentra en Cabimas, en donde se halla la Catedral de Nuestra Señora del Rosario.
En 2023 en la diócesis existían 42 parroquias.

## Historia
La iglesia de Nuestra Señora del Rosario fue erigida en 1829 por obra de Juana Villasmil. Fue elevada a parroquia en 1840 y su primer sacerdote fue el padre Juan de Dios Castro. Adquirió su estructura actual y fue elevada a catedral con motivo de su elevación a diócesis en 1965.
La diócesis fue erigida el 23 de julio de 1965 mediante la bula Christianae familiae del papa Pablo VI, obteniendo el territorio de la diócesis de Maracaibo (hoy arquidiócesis).
Originalmente sufragánea de la arquidiócesis de Mérida, el 30 de abril de 1966 pasó a formar parte de la provincia eclesiástica de la arquidiócesis de Maracaibo.
Su primer obispo, Constantino Maradei Donato, organizó la primera feria del retorno en 1968 que años más tarde se convirtió en la Feria del Rosario. En 1972 Marco Tulio Ramírez Roa consiguió la donación de la escuela de la Creole, sede que se convirtió en la extensión de estudios integrados de la Universidad del Zulia y que con el tiempo daría origen al Núcleo Costa Oriental del lago, dicho edificio actualmente está nombrado en su honor.
El 7 de julio de 1994 cedió una porción de su territorio (municipio Sucre) para la erección de la diócesis de El Vigía-San Carlos del Zulia mediante la bula Sacrorum Antistites del papa Juan Pablo II.
En 2007 William Delgado inició la tradición de la bendición del lago el Domingo de Resurrección. En 2009 se realizó por primera vez el 4 de abril la procesión de san Benito desde la parroquia Nuestra Señora de Guadalupe en los Laureles hasta la catedral.
La diócesis celebró las bodas de Oro en 2015.
El día 28 de septiembre de 2017 el papa Francisco nombró al obispo auxiliar de Maracaibo, Ángel Francisco Caraballo Fermín, como administrador apostólico sede plena de la diócesis de Cabimas, mientras que el 23 de marzo de 2019 fue designado obispo ordinario de la diócesis al renunciar William Delgado.

## Estadísticas
Según el Anuario Pontificio 2024 la diócesis tenía a fines de 2023 un total de 941 140 fieles bautizados.
| Año                                                                             | Población            | Población | Población      | Sacerdotes | Sacerdotes    | Sacerdotes    | Bautizados por sacerdote | Diáconos permanentes | Religiosos | Religiosos | Parroquias |
| Año                                                                             | Bautizados católicos | Total     | % de católicos | Total      | Clero secular | Clero regular | Bautizados por sacerdote | Diáconos permanentes | Varones    | Mujeres    | Parroquias |
| ------------------------------------------------------------------------------- | -------------------- | --------- | -------------- | ---------- | ------------- | ------------- | ------------------------ | -------------------- | ---------- | ---------- | ---------- |
| 1966                                                                            | 280 000              | 300 000   | 93.3           | 29         | 19            | 10            | 9655                     |                      | 10         | 33         | 15         |
| 1970                                                                            | 345 000              | 350 000   | 98.6           | 46         | 33            | 13            | 7500                     |                      | 13         | 35         | 18         |
| 1976                                                                            | 410 000              | 441 900   | 92.8           | 42         | 21            | 21            | 9761                     |                      | 21         | 28         | 22         |
| 1977                                                                            | 430 000              | 475 000   | 90.5           | 43         | 18            | 25            | 10 000                   |                      | 26         | 24         | 24         |
| 1990                                                                            | 559 000              | 610 000   | 91.6           | 42         | 26            | 16            | 13 309                   | 1                    | 18         | 19         | 32         |
| 1999                                                                            | 690 000              | 716 000   | 96.4           | 41         | 32            | 9             | 16 829                   | 2                    | 12         | 13         | 31         |
| 2000                                                                            | 698 000              | 724 000   | 96.4           | 37         | 29            | 8             | 18 864                   | 3                    | 10         | 14         | 31         |
| 2001                                                                            | 707 000              | 737 000   | 95.9           | 39         | 30            | 9             | 18 128                   | 3                    | 9          | 12         | 31         |
| 2002                                                                            | 718 000              | 765 000   | 93.9           | 37         | 29            | 8             | 19 405                   | 3                    | 8          | 12         | 32         |
| 2003                                                                            | 730 000              | 785 000   | 93.0           | 40         | 32            | 8             | 18 250                   | 5                    | 9          | 13         | 33         |
| 2004                                                                            | 739 380              | 797 560   | 92.7           | 39         | 31            | 8             | 18 958                   | 6                    | 9          | 12         | 33         |
| 2006                                                                            | 784 000              | 834 000   | 94.0           | 42         | 33            | 9             | 18 666                   | 19                   | 10         | 12         | 33         |
| 2012                                                                            | 854 000              | 953 000   | 89.6           | 56         | 48            | 8             | 15 250                   | 17                   | 9          | 12         | 56         |
| 2013                                                                            | 867 000              | 968 000   | 89.6           | 64         | 56            | 8             | 13 546                   | 17                   | 9          | 12         | 56         |
| 2016                                                                            | 904 000              | 1 009 000 | 89.6           | 54         | 49            | 5             | 16 740                   |                      | 6          | 12         | 45         |
| 2019                                                                            | 897 775              | 1 031 800 | 87.0           | 52         | 45            | 7             | 17 264                   | 12                   | 7          | 6          | 42         |
| 2021                                                                            | 919 860              | 1 057 135 | 87.0           | 47         | 41            | 6             | 19 571                   | 10                   | 6          | 6          | 42         |
| 2023                                                                            | 941 140              | 1 081 590 | 87.0           | 56         | 50            | 6             | 16 806                   | 9                    | 10         | 6          | 42         |
| Fuente: Catholic-Hierarchy, que a su vez toma los datos del Anuario Pontificio. |                      |           |                |            |               |               |                          |                      |            |            |            |

## Episcopologio
| Nombres y apellidos              | Período como obispo                          | Destino luego de ser obispo de Cabimas        |
| -------------------------------- | -------------------------------------------- | --------------------------------------------- |
| Constantino Maradei Donato †     | 23 de julio de 1965-18 de noviembre de 1969  | nombrado obispo de Barcelona                  |
| Marco Tulio Ramírez Roa †        | 31 de marzo de 1970-26 de octubre de 1984    | nombrado obispo de San Cristóbal de Venezuela |
| Roberto Lückert León †           | 27 de abril de 1985-21 de julio de 1993      | nombrado obispo de Coro                       |
| Freddy Jesús Fuenmayor Suárez    | 12 de marzo de 1994-30 de diciembre de 2004  | nombrado obispo de Los Teques                 |
| William Enrique Delgado Silva    | 26 de julio de 2005-14 de septiembre de 2018 | renunció                                      |
| Ángel Francisco Caraballo Fermín | Desde el 29 de enero de 2019                 |                                               |